# Бір-Крік (Алабама)
Бір-Крік (англ. Bear Creek) — місто (англ. town) в США, в окрузі Меріон штату Алабама. Населення — 1047 осіб (2020).

## Географія
Бір-Крік розташований за координатами 34°15′20″ пн. ш. 87°42′45″ зх. д. / 34.25556° пн. ш. 87.71250° зх. д. (34.255586, -87.712516).  За даними Бюро перепису населення США в 2010 році місто мало площу 35,64 км², з яких 35,30 км² — суходіл та 0,35 км² — водойми.

## Демографія
Згідно з переписом 2010 року, у місті мешкало 1070 осіб у 446 домогосподарствах у складі 312 родин. Густота населення становила 30 осіб/км².  Було 502 помешкання (14/км²).
Расовий склад населення:
| - 97,1 % — білих - 0,7 % — корінних американців - 0,2 % — азіатів - 0,1 % — чорних або афроамериканців |

До двох чи більше рас належало 1,2 %. Частка іспаномовних становила 1,8 % від усіх жителів.
За віковим діапазоном населення розподілялося таким чином: 22,9 % — особи молодші 18 років, 61,5 % — особи у віці 18—64 років, 15,6 % — особи у віці 65 років та старші. Медіана віку мешканця становила 41,1 року. На 100 осіб жіночої статі у місті припадало 101,1 чоловіків;  на 100 жінок у віці від 18 років та старших — 96,9 чоловіків також старших 18 років.
Середній дохід на одне домашнє господарство  становив 46 528 доларів США (медіана — 35 563), а середній дохід на одну сім'ю — 54 302 долари (медіана — 42 000). Медіана доходів становила 33 203 долари для чоловіків та 16 912 долари для жінок. За межею бідності перебувало 25,3 % осіб, у тому числі 35,6 % дітей у віці до 18 років та 3,1 % осіб у віці 65 років та старших.
Цивільне працевлаштоване населення становило 500 осіб. Основні галузі зайнятості: виробництво — 25,8 %, роздрібна торгівля — 16,0 %, освіта, охорона здоров'я та соціальна допомога — 15,8 %.